# Ferschampenuas
Ferschampenuas (russisch Фершампенуа́з, tatarisch Бакалы Bakalı) ist ein Dorf in der Oblast Tscheljabinsk (Russland) mit 4368 Einwohnern (Stand 14. Oktober 2010).

## Geographie
Das Dorf liegt in der Steppenlandschaft an der Ostflanke des Südlichen Ural, gut 200 km (Luftlinie) südwestlich der Oblasthauptstadt Tscheljabinsk und knapp 50 Kilometer ostnordöstlich der Großstadt Magnitogorsk. Hier mündet der Bach Kysylschilik in die Gumbeika, einen linken Nebenfluss des Ural.
Ferschampenuas ist Verwaltungszentrum des Rajons Nagaibakski.

## Geschichte
Das Dorf wurde 1842 (oder 1843) von nagaibakischen (Tataren russisch-orthodoxen Glaubens) Kosaken gegründet, die in den wenig bewohnten Gebieten des Süd-Ural angesiedelt wurden. Es wurde zunächst als Posten № 3 von 32 Wehrdörfern der „Neuen Linie“ bezeichnet. Wenig später wurde der Ort nach dem Dorf Fère-Champenoise benannt, dem heutigen Zentrum des gleichnamigen Kantons des Départements Marne östlich der französischen Hauptstadt Paris. Dort fand während der Napoleonischen Kriege am 25. März 1814 die Schlacht bei Fère-Champenoise statt, an der auch russische Kosakentruppen teilnahmen. In dieser Schlacht wurde die französische Armee empfindlich geschlagen, sodass wenig später die Einnahme von Paris durch die Koalitionstruppen und erste Abdankung Napoléons erfolgte.
Zum Gedenken an die Ereignisse der Napoleonischen Kriege erhielten auch andere in dieser Zeit gegründete Kosakendörfer des Gebietes die Namen verschiedener Kriegsschauplätze, wie Berlin, Leipzig, Kassel, Arsi (russisch für Arcis) und Parisch (russisch für Paris).
Im 19. Jahrhundert gehörte das Dorf zum Gouvernement Orenburg, seit 1931 zum Rajon Nagaibakski der heutigen Oblast Tscheljabinsk. Vor 1959 wurde dessen Verwaltungszentrum aus dem Dorf Nagaibakski in das größere Ferschampenuas verlegt.

### Bevölkerungsentwicklung
| Jahr | Einwohner |
| ---- | --------- |
| 1939 | 2395      |
| 1959 | 3224      |
| 1970 | 3496      |
| 1979 | 3938      |
| 1989 | 4349      |
| 2002 | 4435      |
| 2010 | 4368      |

Anmerkung: Volkszählungsdaten

## Wirtschaft und Infrastruktur
Ferschampenuas ist Zentrum eines Landwirtschaftsgebietes.
Es besteht Straßenverbindung zur Regionalstraße R360 Juschnouralsk–Magnitogorsk bei Nagaibakski etwa 20 Kilometer westlich von Ferschampenuas.

## Persönlichkeiten
- Leonid Smetannikow (* 1943 in Ferschampenuas), Opernsänger (Bariton), Volkskünstler der UdSSR (1987)